# Aeolochroma perviridata
Aeolochroma perviridata là một loài bướm đêm trong họ Geometridae.